# Wassila Dari
Pour les articles homonymes, voir Dari (homonymie).
 (février 2021).
Si vous disposez d'ouvrages ou d'articles de référence ou si vous connaissez des sites web de qualité traitant du thème abordé ici, merci de compléter l'article en donnant les références utiles à sa vérifiabilité et en les liant à la section « Notes et références ».
Wassila Dari, née en 1962, est une actrice tunisienne.

## Filmographie
- 2004 : Nadia et Sarra (en) de Moufida Tlatli
- 2008 : Le Chant des mariées de Karin Albou
- 2009 : Les Secrets de Raja Amari[2]
- 2010 : Dar Joued d'Aïda Ben Aleya
- 2014 : Père de Lotfi Achour[3]
- 2014 : Lilate Al Gamra Al Amiya de Khedija Lemkecher
- 2015 : Narcisse de Sonia Chamkhi[4]

## Télévision
- 2018 : Ali Chouerreb de Yosri Bouassida et Riadh Nefoussi (3 épisodes diffusés sur Attessia TV)